# Свешников, Константин Петрович
Константин Петрович Свешников — советский хозяйственный, государственный и политический деятель.

## Биография
Родился в 1892 году в Сарапуле. Член КПСС.
С 1923 года — на хозяйственной, общественной и политической работе. В 1923—1962 годах конструктор-разработчик первого пассажирского самолёта ЦАГИ АК-1, конструктор в ОКБ А. Н. Туполева, участник разработки самолётов серии АНТ, конструктор ОКБ-23 А. А. Архангельского, разработчик самолёта Ар-2, начальник бригады, начальник отдела фюзеляжа в ОКБ А. Н. Туполева.
За работу в области самолётостроения был в составе коллектива удостоен Сталинской премии 1-й степени в области машиностроения 1952 года.
Умер в 1981 году.